# Lucas Matías Licht
Pour les articles homonymes, voir Licht (homonymie).
Lucas Matías Licht (né le 6 avril 1981 à Rosario, Argentine), plus connu sous le nom de Lucas Licht est un footballeur professionnel argentin d'ascendance juive. Il évolue au poste de défenseur latéral gauche ou milieu gauche au sein du club argentin du Racing Club. Il mesure 1,74 mètre pour 72 kg. 

## Biographie
Formé au Gimnasia LP, il fait ses débuts professionnels en 2001 avec le club argentin. Après 5 saisons passées au club dont 3 comme titulaire à part entière, il décide en 2006 de franchir le pas et de jouer pour le club espagnol Getafe CF. Après des débuts difficiles, il s'impose comme le défenseur lateral gauche titulaire de l'équipe espagnol, au détriment notamment du défenseur français Franck Signorino. Ce joueur est également capable d'évoluer au milieu de terrain. 
Il a la particularité d'être en vogue auprès des clubs israéliens car, du fait de son appartenance religieuse, il ne serait pas considéré comme joueur étranger au sein du Championnat israélien. Ainsi, le Maccabi Haïfa l'aurait suivi durant 3 saisons quand le joueur évoluait en Argentine. Durant cette même période argentine, le joueur a effectué des essais infructueux au sein des clubs du Maccabi Netanya et du Hapoël Ironi Kiryat Shmona.

## Carrière en club
- 2001 - 2002 : Gimnasia LP,  Argentine : 18 matchs, 1 but
- 2002 - 2003 : Gimnasia LP,  Argentine : 17 matchs
- 2003 - 2004 : Gimnasia LP,  Argentine : 33 matchs, 2 buts
- 2004 - 2005 : Gimnasia LP,  Argentine : 29 matchs, 4 buts
- 2005 - 2006 : Gimnasia LP,  Argentine : 35 matchs, 1 but
- 2006 - 2007 : Getafe CF,  Espagne : 8 matchs
- 2007 - 2008 : Getafe CF,  Espagne : 33 matchs, 1 but, 8 matchs en C3
- 2008 - 2009 : Getafe CF,  Espagne : 29 matchs
- 2009 - ... : Racing Club,  Argentine : 5 matchs

## Palmarès
- finaliste de la Coupe du Roi en 2007 et 2008